# SMOTHER ME
『SMOTHER ME』（スマザー・ミー）は、下元朗による日本の漫画作品。『少年ジャンプ＋』（集英社）にて、2024年10月3日から2025年1月16日まで連載。
2024年12月に単行本第1巻が発売された際には、帯に荒木飛呂彦がコメントを寄せている。

## あらすじ
舞台は犯罪が跋扈する街、デトロイト。母に売られ謎の男「師（モレ）」に買われた13歳の少年・アキオは師（モレ）の言葉や自身の経験から「子どもは大人から奪われる」という価値観を持ち、殺した者たちへの罪悪感による悪夢に苦しみながらも、殺し屋「蛇」として子どもから搾取する大人を師（モレ）の元で殺し続けていた。そんなある日、盲目の女性・リンと出会いパンケーキを食べさせてもらったことで「奪う」存在ではない大人を知る。紆余曲折を経て、アキオは「今のデトロイトの構造自体を壊す」という目標を掲げることとなる。

## 世界観・その他設定
デトロイトが舞台の本作は、殺し屋がそれぞれ動物の名前で呼称されているが、これは「猿」によると人殺しは畜生であり、人ではないからだそう。殺し屋の名前には、絞め殺すから「蛇」（1巻一話）、踏み殺すから「象」（1巻二話）、頭で殺すから「猿」（1巻六話）などがある。

## 登場人物
アキオ / 蛇
日系人。十三歳の少年で、デトロイトにて殺し屋「蛇」として生きる。武器はワイヤー。一話のデトロイト式ロシアンルーレットで師（モレ）の「自分の頭に銃を撃ち、生きていたら母のもとに帰らせてやる」という提案に対し、師（モレ）の直前の「子どもは大人から奪われる生き物」という発言から自分にチャンスを与えるのはおかしいと考え、銃を師（モレ）に向けたり（結局弾は入っていなかったが）、働いているダイナーでオーナーの暴力に耐えるリンの「五年働けば　店を持たせてくれるとオーナーと約束した」という話を聞き「女の人に手を上げる人は女の人に店なんか持たせない」と考えたりと少年らしからぬ賢さと視野の広さを見せる。
リン＝フェアウェザー
目の見えないアジア系の色黒の女性で、「PaPas」というダイナーの下っ端。初対面のアキオに子供だからという理由でパンケーキを賄うなど優しい性格の持ち主で、象（ロダン＝マスシス）の友人。ロダンが殺し屋だとは知らない。
師（モレ）
メガネを掛けた冷酷な謎の男で、「蛇を使って大人が作ったこのクソ世界をブチ壊させる」と発言している。蛇と同じく武器はワイヤー。回想では、「とにかく俺はこの街が嫌いで、13歳だった。」と語るなど、過去の師（モレ）はアキオと同じ考え方を持っていた。デトロイトの女王「猿」と過去に関わりがあり、彼女のことを「ミカエラ」と呼ぶときもある。
象 / ロダン＝マスシス
リンとは幼いころからの友人。ただ強いだけで懸賞金がかけられている。蛇との戦闘では終始圧倒するも、偶然蛇がリンの話をしたことで動揺し致命傷を負う。自分の死を悟ったロダンは、自分の過去を明かし、今まで稼いできたリンの目の治療費を届けるようにアキオに頼む。
猿 / ミカエラ
デトロイトギャングの女王。自分を含めた人殺しを人ではない畜生だと考えている。蛇に師（モレ）のことを「私が人だった頃の同胞」と語る。

## 書誌情報
- 下元朗『SMOTHER ME』集英社〈ジャンプ コミックス〉、全2巻
  1. 2024年12月9日初版発行（12月4日発売[3][4]）、ISBN 978-4-08-884358-2
  2. 2025年2月9日初版発行（2月4日発売[5]）、ISBN 978-4-08-884446-6